# Route nationale 5a (Madagaskar)
Route Nationale 5a (RN 5a) is een nationale weg in Madagaskar van 406 kilometer, de weg loopt van Ambilobe naar Antalaha aan de noordoostkust van het land. De weg doorkruist de regio's Diana en Sava.
Het gedeelte van Ambilobe naar Vohemar is onverhard en in zeer slechte staat, vooral na regenval. Van Vohemar tot Antalaha is de weg geasfalteerd en in goede staat.

## Locaties langs de route
Van noord naar zuid:
- Ambilobe - (kruising met RN 6 naar Antsiranana en Ambondromamy)
- Daraina
- Vohemar
- Sambava (kruising met RN 3b naar Andapa)
- Antalaha

## Galerij

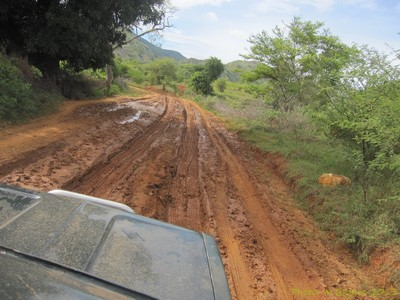
Tussen Daraina en Vohemar
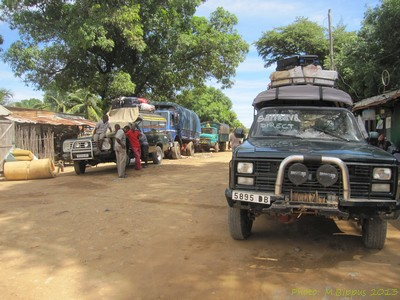
Taxi's die rijden tussen Ambilobe en Sava
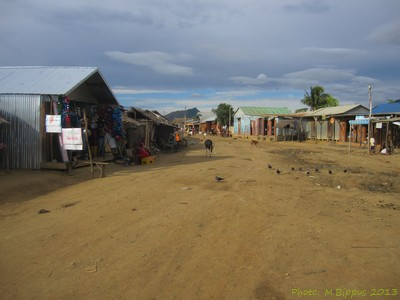
Nabij Daraina
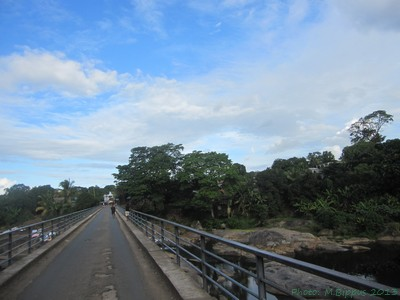
Nabij Antsirabe Nord
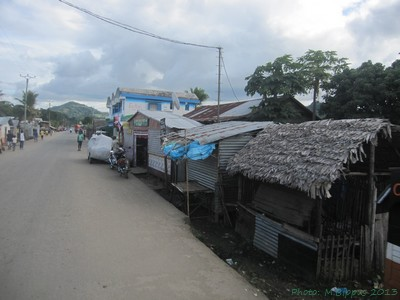
Bij Ampanefena